# تپه عصمت‌آباد ۱
تپه عصمت آباد ۱ مربوط به دوران‌های تاریخی پس از اسلام است و در استان قزوین، شهرستان بوئین‌زهرا، بخش مرکزی، شهر عصمت‌آباد واقع شده و این اثر در تاریخ ۱۲ بهمن ۱۳۸۱ با شمارهٔ ثبت ۷۴۴۸ به‌عنوان یکی از آثار ملی ایران به ثبت رسیده است.